# Trześń (gmina w powiecie tarnobrzeskim)
Trześń (od 1973 Gorzyce) – dawna gmina wiejska istniejąca w latach 1934–1954 w woj. lwowskim i rzeszowskim (dzisiejsze woj. podkarpackie). Siedzibą władz gminy była Trześń.
Gminę Trześń utworzono 1 sierpnia 1934 roku w województwie lwowskim, w powiecie tarnobrzeskim, z dotychczasowych drobnych gmin wiejskich: Furmany, Gorzyce, Koćmierzów, Motycze Poduchowne, Nadbrzezie, Ostrówek, Sokolniki, Trześń, Wielowieś, Wrzawy (główna część), Zalesie Gorzyckie i Zarzekowice.
1 kwietnia 1938 zniesiono gromadę Ostrówek, włączając ją do Nadbrzezia. 7 listopada 1938 od gminy Trześń  odłączono Nadbrzezie z Ostrówkiem, Zarzekowice i część Trześni, i włączono je do Sandomierza w powiecie sandomierskim w woj. kieleckim, gdzie stały się prawobrzeżnymi dzielnicami miasta.
Po wojnie gmina Trześń weszła w skład woj. rzeszowskiego (nadal w powiecie tarnobrzeskim). Według stanu z dnia 1 lipca 1952 roku gmina składała się z 9 gromad: Furmany, Gorzyce, Koćmierzów, Motycze Poduchowne, Sokolniki, Trześń, Wielowieś, Wrzawy i Zalesie Gorzyckie.
Gmina Trześń została zniesiona 29 września 1954 roku wraz z reformą wprowadzającą gromady w miejsce gmin. Jednostki nie przywrócono 1 stycznia 1973 roku po reaktywowaniu gmin, utworzono natomiast jej terytorialny odpowiednik, gminę Gorzyce.